# Emilio Lunghi
Emilio Lunghi (Genova, 16 marzo 1886 – Genova, 25 settembre 1925) è stato un mezzofondista e velocista italiano.
Specializzato nel mezzofondo, conquistò per l'Italia la prima medaglia (d'argento) in un'Olimpiade, classificandosi secondo negli 800 m piani ai Giochi di Londra del 1908, gli stessi cui partecipò anche Dorando Pietri e i primi in cui i concorrenti gareggiavano ufficialmente per i colori dei loro paesi.
Lunghi, campione dotato di notevoli doti atletiche, ebbe una carriera altalenante, ricca di successi ma anche di cocenti delusioni. Di certo, per lungo tempo sembrò essere imbattibile, almeno in campo nazionale, e altamente competitivo nelle gare internazionali. Anni dopo, quando iniziò a brillare la stella di Luigi Beccali, altro campione del mezzofondo, molti non poterono fare a meno di evocare la sua figura e il suo gesto atletico. Atleta versatile, poteva correre indifferentemente sia nel mezzofondo veloce che nelle distanze più lunghe: viene considerato il primo grande talento dell'atletica leggera italiana.

## Nato per lo sport
Fisico apollineo, attraente nei lineamenti del viso, così come lo descrivono le cronache dell'epoca, Lunghi sembrava nato per praticare lo sport: portato ad eccellere in diverse discipline - dalla ginnastica al nuoto, dalla lotta al sollevamento pesi - decise ancora giovanissimo di dedicarsi esclusivamente all'atletica. Era il 1902: frequentava l'Istituto Nautico e si iscrisse al suo primo club sportivo, la Società Ginnastica Andrea Doria, che a quel tempo era forse la più prestigiosa di Genova. La prima vittoria di un certo rilievo la conseguì l'anno successivo in una corsa sui 3.000 m disputata nella sua città natale.
Questo successo gli consentì di passare al club ligure più importante, lo Sport Pedestre Genova, con il quale, il 18 giugno 1905, vinse a Vercelli il suo primo titolo italiano nei 1500 m Solo pochi mesi dopo la sua corsa si incrociò con quella di Dorando Pietri, che batté nel Giro di Milano sulla lunghezza di 11.250 m. Passò ancora un anno e, nel 1906, a causa di conflitti tra l'Unione Pedestre Italiana e la Gazzetta dello Sport, al posto del tradizionale campionato italiano ne vennero disputati due: Lunghi partecipò ad entrambi, vincendo a Torino il titolo nei 400 m e nei 1500 m e a Milano quello dei 1500.

## Londra 1908
La strada per le ormai prossime Olimpiadi di Londra, nonostante la defezione ai campionati assoluti del 1907, era ormai spianata. Ai campionati di qualificazione per i Giochi londinesi, disputatisi fra fine maggio e primi di giugno del 1908 in Piazza di Siena a Roma davanti ai sovrani d'Italia, Lunghi si aggiudicò il titolo dei 400 m e dei 1000 m (gara sostitutiva dei 1500), stabilendo in questa gara la migliore prestazione mondiale (ufficiosa poiché a quell'epoca non tutti i risultati di ogni gara venivano omologati).
Sheperd's Bush, periferia di Londra (13 luglio 1908): impianto polisportivo di White City. Qui ha inizio l'avventura olimpica di Emilio Lunghi che, il giorno stesso dell'inaugurazione dei Giochi, corre la terza batteria dei 1500 m; si classifica secondo e il suo tempo risulta di gran lunga inferiore a quello dei vincitori delle altre sette eliminatorie: nonostante ciò questo non gli consente - per il meccanismo di qualificazione che promuove solo i primi classificati per ogni batteria - di partecipare alla finale.
Si rifarà una settimana dopo, superando batterie e semifinale degli 800 m e guadagnando in finale la medaglia d'argento olimpica alle spalle del fuoriclasse statunitense Mel Sheppard, lo stesso che aveva vinto la finale dei 1500.

## "Star" in USA, ma tramonta la stella di Olimpia
Da questo punto in avanti la carriera di Lunghi inizierà a oscillare fra successi e delusioni. Per lui si aprirà l'avventura di una faticosa (ma probabilmente remunerativa sul piano finanziario) tournée lunga oltre sei mesi in USA e Canada, trasferta dalla quale tornerà a fine 1909 con un risultato ragguardevole: 27 vittorie su 31 gare disputate.
Con il ritorno alle gare in Italia, per i colori dello Sport Club Italia di Milano, Lunghi tornò a fare incetta di titoli nazionali, tra cui quelli dei 1000 m, 1200 m siepi, staffetta 4x400 yard e staffetta sul miglio. Ma la sua stella olimpica era destinata - nonostante l'ancor giovane età - ad offuscarsi: ai Giochi di Stoccolma del 1912 non andò oltre le semifinali sia nei 400 che negli 800 m.
In campo nazionale non mancheranno per lui altre soddisfazioni fra cui il titolo nazionale sui 400 m ad ostacoli vinto a Milano nel 1913. E neppure la guerra durante gli anni '15-'18 gli impedirà di avere la meglio in quasi tutte le gare di mezzofondo.
Con la fine del conflitto mondiale finisce però la sua carriera agonistica. Si dedica maggiormente all'attività di sindacalista della categoria dei marittimi (contribuendo a fondare la Federazione dei lavoratori del mare), ma non si stacca dal mondo dello sport. Viene nominato assistente del nuovo Commissario Tecnico di atletica Platts Adams e partecipa in questa veste ai Giochi di Parigi del '24, nei quali è chiamato a fare parte anche della giuria della prova di marcia.
Muore l'anno successivo, a causa di una malattia venerea, all'età di trentanove anni.
Già in vita gli venne dedicata la squadra omonima, successivamente diventata Associazione Calcio Prato.